# Novi Matajur
Il Novi Matajur (letteralmente Il Nuovo Matajur) è un giornale transfrontaliero pubblicato a Cividale del Friuli, stampato in lingua slovena, italiana e nei locali dialetti (natisoniano e resiano), meno regolarmente anche in friulano.
l primo numero uscì il 1º gennaio 1974, in sostituzione e continuità con il precedente periodico Matajur, fondato nel 1950. All'epoca la periodicità era quindicinale, il direttore era Izidor Predan e l'editore il Založništvo Tržaškega Tiska (Editoriale Stampa Triestina). La redazione si trovava in Via IX Agosto n. 8 a Cividale, a differenza del Matajur, che - a causa della situazione intimidatoria in cui si trovava all'epoca la Slavia Friulana - aveva avuto sede prima a San Pietro al Natisone e poi a Udine.
Il giornale è voce degli sloveni della provincia di Udine, e specificatamente delle Valli del Natisone, delle Valli del Torre, della Val Resia e del Tarvisiano. Pubblica notizie della regione Friuli-Venezia Giulia e della Slovenia.
È diffuso sul territorio regionale, in Slovenia e tra gli immigrati della Slavia friulana all'estero.
Particolare interesse della testata deriva dal fatto di utilizzare nei suoi articoli anche le varianti locali della lingua slovena (natisoniano e resiano), che storicamente si trovano statualmente separate dal resto della nazione slovena e che fino in anni recenti non hanno goduto di tutele da parte dello Stato italiano. In virtù del primo aspetto, e nonostante il secondo, la struttura dei dialetti sloveni si è conservata nelle sue caratteristiche specifiche, diventando interessante - addirittura "attraente". - oggetto di studio. Il Novi Matajur svolge così un'importante opera di informazione culturale, politica e sociale, nonché di formazione in senso linguistico e nazionale.
Dal 2012 Novi Matajur collabora con Radio Onde Furlane presentando, durante le trasmissioni del giovedì mattina, l'anteprima del numero in uscita. Inoltre il settimanale pubblica una volta al mese, all'interno di una sua edizione, una pagina curata interamente da Onde Furlane con approfondimenti sul Friuli e sulle novità delle altre comunità minorizzate europee.
Tra i suoi collaboratori di prestigio vi è stato il poeta e saggista Ace Mermolja.